# Cratere Locana
Locana  è un cratere sulla superficie di Marte.